# Frédéric-François d'Andiran
Pour les articles homonymes, voir Andiran (homonymie).
Frédéric-François d'Andiran né le 8 mai 1802 à Bordeaux et mort le 3 juin 1876 à Lausanne est un peintre et lithographe français.

## Biographie

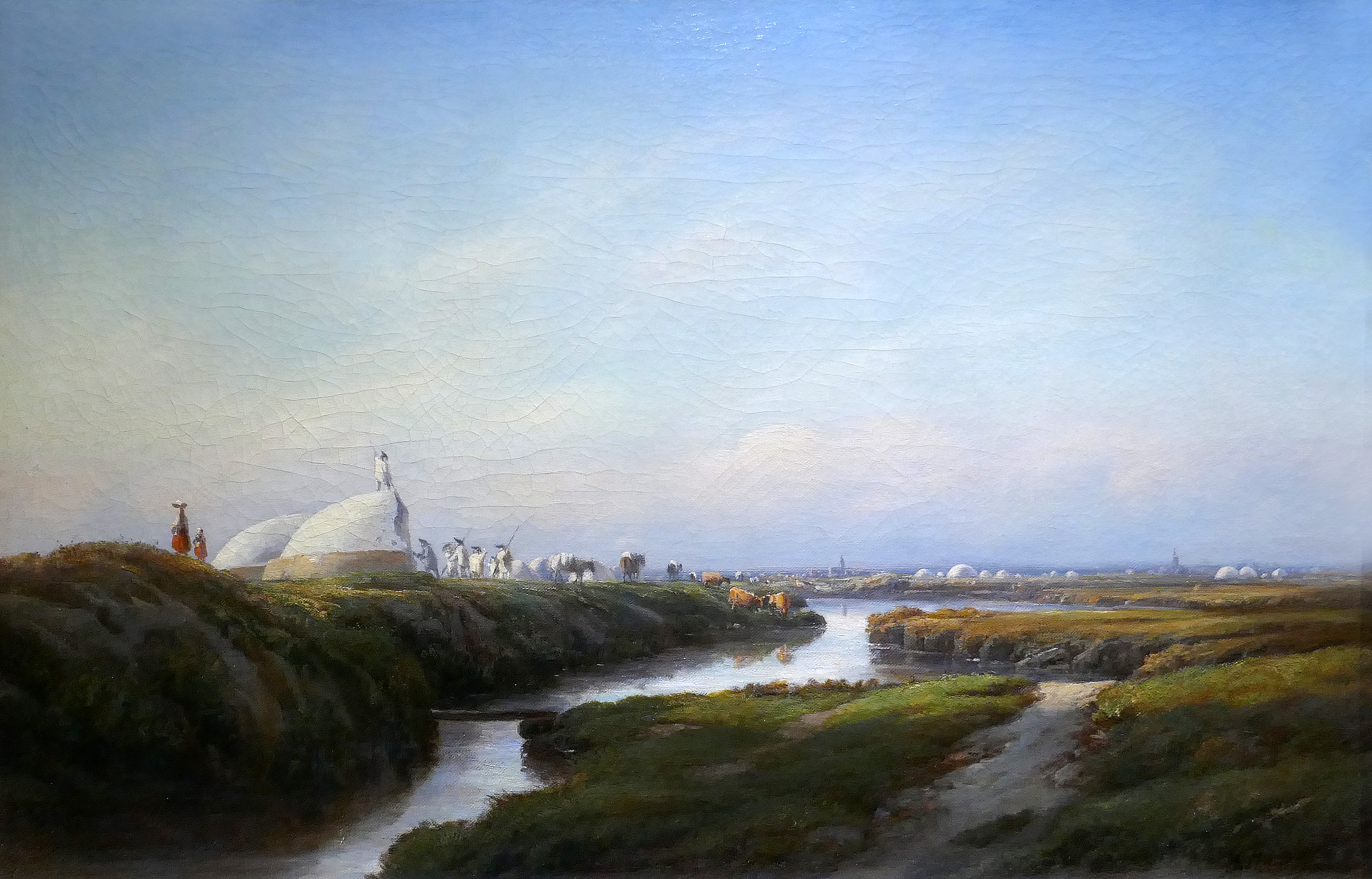
Livrage de sel (vers 1855-1860), Batz-sur-Mer, musée des Marais salants.

Frédéric-François d'Andiran est l'auteur d'un œuvre abondant — principalement des aquarelles —, plusieurs fois récompensé lors d'expositions. 
En 1840, il publie avec Pierre Toussaint Mialhe, élève de Pierre Lacour fils une suite de 100 lithographies : Excursion dans les Pyrénées, composée de 100 croquis pittoresques, dédiés à S. A. R. Mgr le duc de Montpensier, dessinés et lithographiés.

## Œuvres dans les collections publiques
- France
  - Batz-sur-Mer, musée des Marais salants : Livrage de sel, vers 1855-1860, aquarelle.
  - Cologny, collections municipales : Vue de Genève au crépuscule depuis Cologny, huile sur toile.
  - Nérac, hôtel de ville : Vues de Nérac, 1842, 9 lithographies[5].
- Suisse
  - Genève, Bibliothèque de Genève : fonds de lithographies[6].